# Bromek oksytropiowy
Bromek oksytropiowy (łac. oxitropii bromidum) – wielofunkcyjny organiczny związek chemiczny będący inhibitorem receptorów muskarynowych (M1–M3). Jest stosowany w astmie oskrzelowej oraz w przewlekłej obturacyjnej chorobie płuc jako krótkodziałający wziewny lek rozszerzający oskrzela.

## Mechanizm działania
Jest nieselektywnym inbitotorem receptorów muskarynowych M1–M3. Maksymalny efekt wykazuje po 30–60 minutach od podania, który utrzymuje się 6–10 godzin. Powoduje zmniejszenie ilości wydzieliny w oskrzelach.

## Zastosowanie
- astma oskrzelowa[2]
- przewlekła obturacyjna choroba płuc[3]
- przewlekłe zapalenie oskrzeli[2]

Nie jest dopuszczony do obrotu w Polsce (2018). W 2014 roku Boehringer Ingelheim zaprzestał jego produkcji.

## Działania niepożądane
Może powodować następujące działania niepożądane: zatrzymanie moczu, zamglone widzenie, zwiększone ryzyko wystąpienia jaskry oraz paradoksalny skurcz oskrzeli.